# Пастерк, Франц
Франц Пастерк (словен. Franc Pasterk; 1912, Айзенкаппель-Феллах — 4 апреля 1943, Подкрай-при-Межице) — югославский и австрийский партизан-антифашист, Народный герой Югославии.

## Биография
Известно, что Пастерк в межвоенные годы жил в Австрии. После аншлюса он был призван в вермахт как гражданин Австрии, однако вскоре дезертировал оттуда, бежав в Югославию. В 1940 году был принят в Коммунистическую партию Словении. После оккупации страны немцами установил контакт с партизанским подпольем. Командовал 1-м Каринтийским партизанским батальоном, в среде антифашистского подполья был известен под именем Ленарт.
Пал в 1943 году в ночь с 3 на 4 апреля в боях против итальянско-немецких войск в Подкрае-при-Межице во время обороны так называемого Народного дома (был убит приблизительно в час ночи). Звание Народного героя Югославия посмертно получил 27 ноября 1953. Именем Пастерка названа школа в Межице. В 2012 году в Словении была выпущена серия марок к 100-летнему юбилею со дня рождения Франца.